# 2002 VA95
2002 VA95, também escrito como 2002 VA95, é um objeto transnetuniano (TNO) que está localizado no Cinturão de Kuiper, uma região do Sistema Solar. Este objeto é classificado como um cubewano. Ele possui uma magnitude absoluta de 8,3 e tem um diâmetro estimado com cerca de 96 km.

## Descoberta
2002 VA95 foi descoberto no dia 12 de novembro de 2002, pelos astrônomos R. L. Allen e J. J. Kavelaars.

## Órbita
A órbita de 2002 VA95 tem uma excentricidade de 0,094 e possui um semieixo maior de 44,795 UA. O seu periélio leva o mesmo a uma distância de 40,605 UA em relação ao Sol e seu afélio a 48,984 UA.